# アートハウス
アートハウス（欧字名:Art House、2019年2月26日 - ）は、日本の競走馬。主な勝ち鞍は2022年のローズステークス、2023年の愛知杯。
馬名の意味は、アートハウス（父名より連想）。

## 戦績

### 2歳から3歳（2021年から2022年）
2021年10月9日、阪神競馬場5レースの2歳新馬戦（芝2000m）で、川田将雅が騎乗しデビュー戦に勝利した。12月11日のエリカ賞ではサトノヘリオスの6着に敗れる。
3歳シーズンの2022年は4月10日の忘れな草賞より始動。鞍上はデビュー戦以来となる川田が騎乗し、レースは4番手の好位から鋭い末脚で馬群を割り、1番人気に応え2勝目を挙げた。以降、川田が主戦騎手に定着した。初の重賞・初のGI挑戦である5月22日の優駿牝馬はサークルオブライフに次ぐ2番人気に支持されたが、直線で失速し7着に敗れた。9月18日のローズステークスは好位に控えて残り200m地点で仕掛け、追いすがるサリエラを1/2馬身差抑え、念願の重賞初優勝を飾った。優先出走権を得た10月16日の秋華賞は直線で伸びきれなかったものの、掲示板の5着は確保した。

### 4歳（2023年）
4歳シーズンは1月14日に中京競馬場で行われた愛知杯より始動。道中は好位で折り合いをつけ、直線の真ん中を力強く抜け出し、重賞2勝目を飾った。中山牝馬ステークス4着を挟み、5月のヴィクトリアマイルを目標に調整していたが、レース1週前に左腸骨骨折を発症したため、ヴィクトリアマイルは回避。6か月以上休養を要する見込みと診断され、放牧に出された。軽傷であったことから、秋のエリザベス女王杯を目標に調整を進め、レースでは坂井瑠星が騎乗し13着となり、このレースが現役最終戦となった。同年12月2日付でJRAの競走馬登録を抹消した。引退後は生まれ故郷の三嶋牧場で繁殖牝馬として供用される。

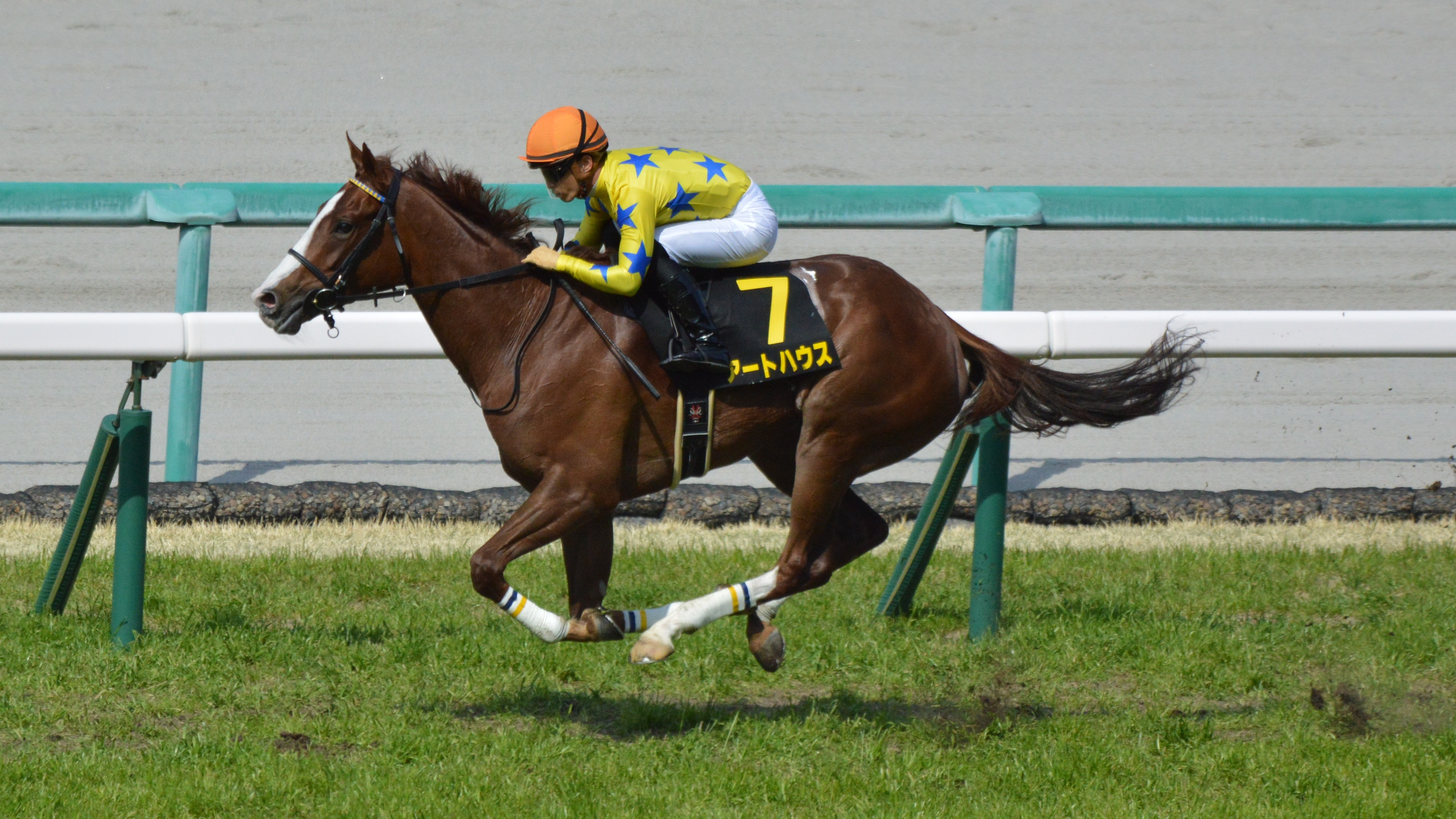
忘れな草賞
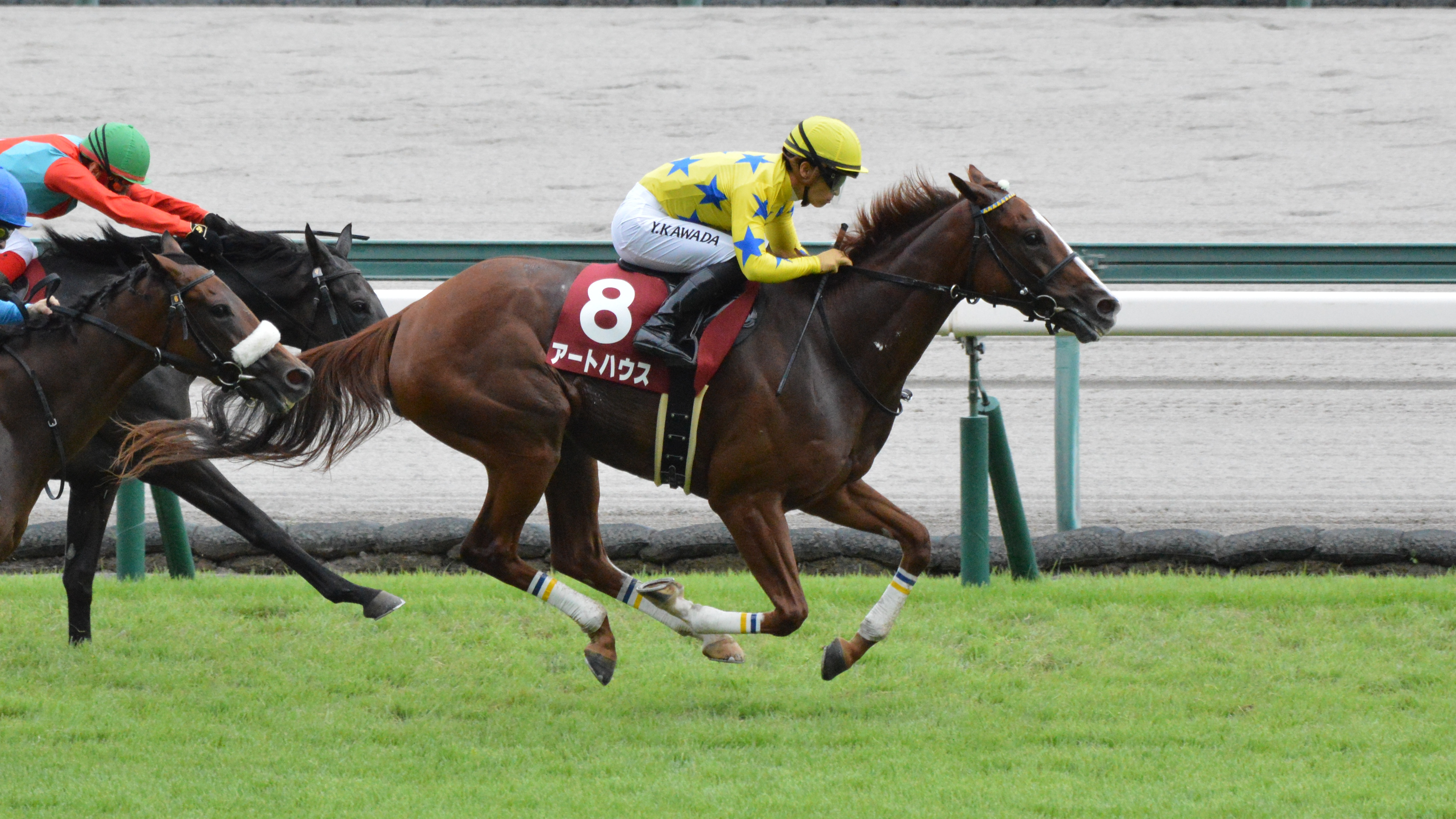
ローズS
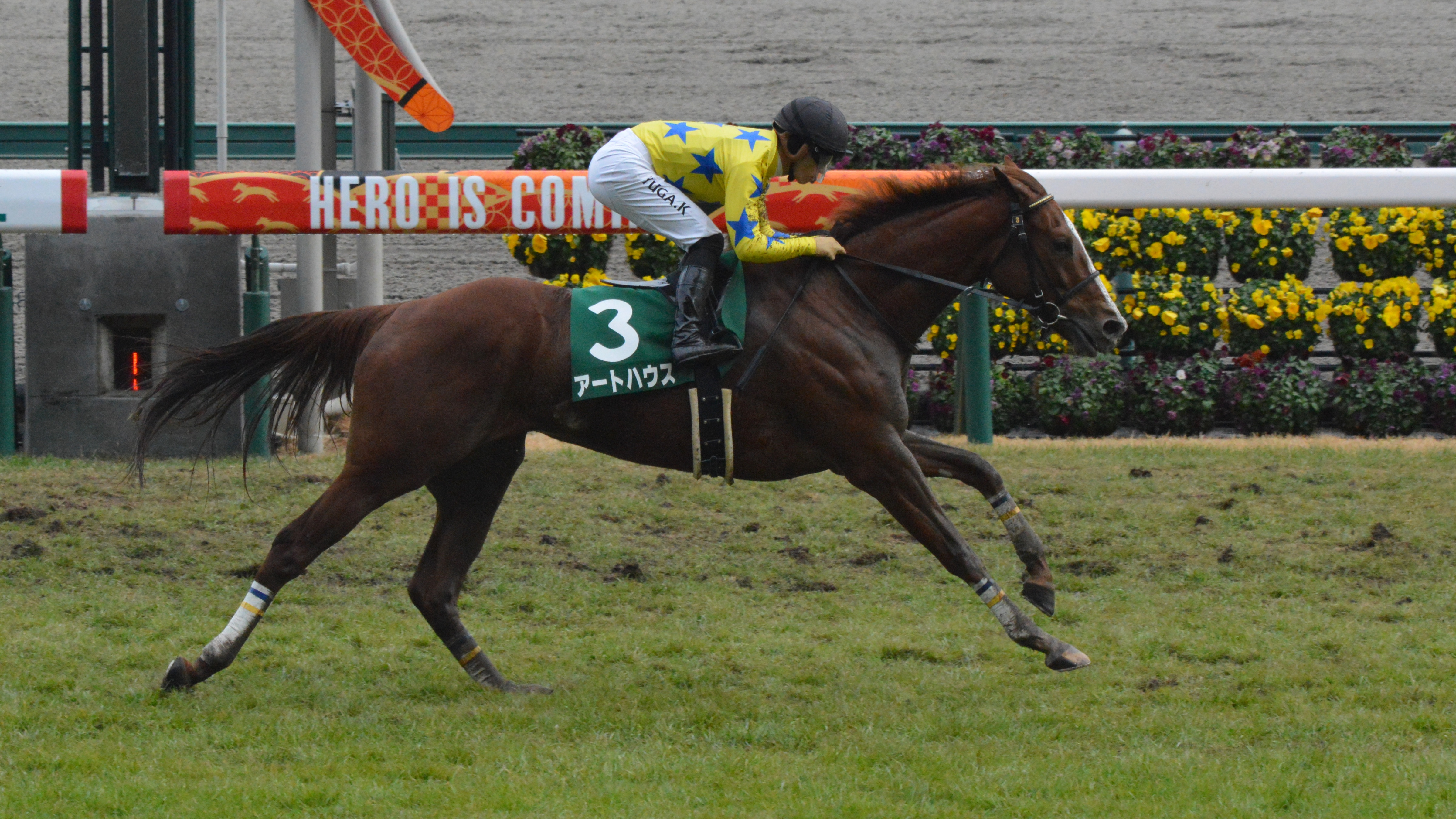
愛知杯
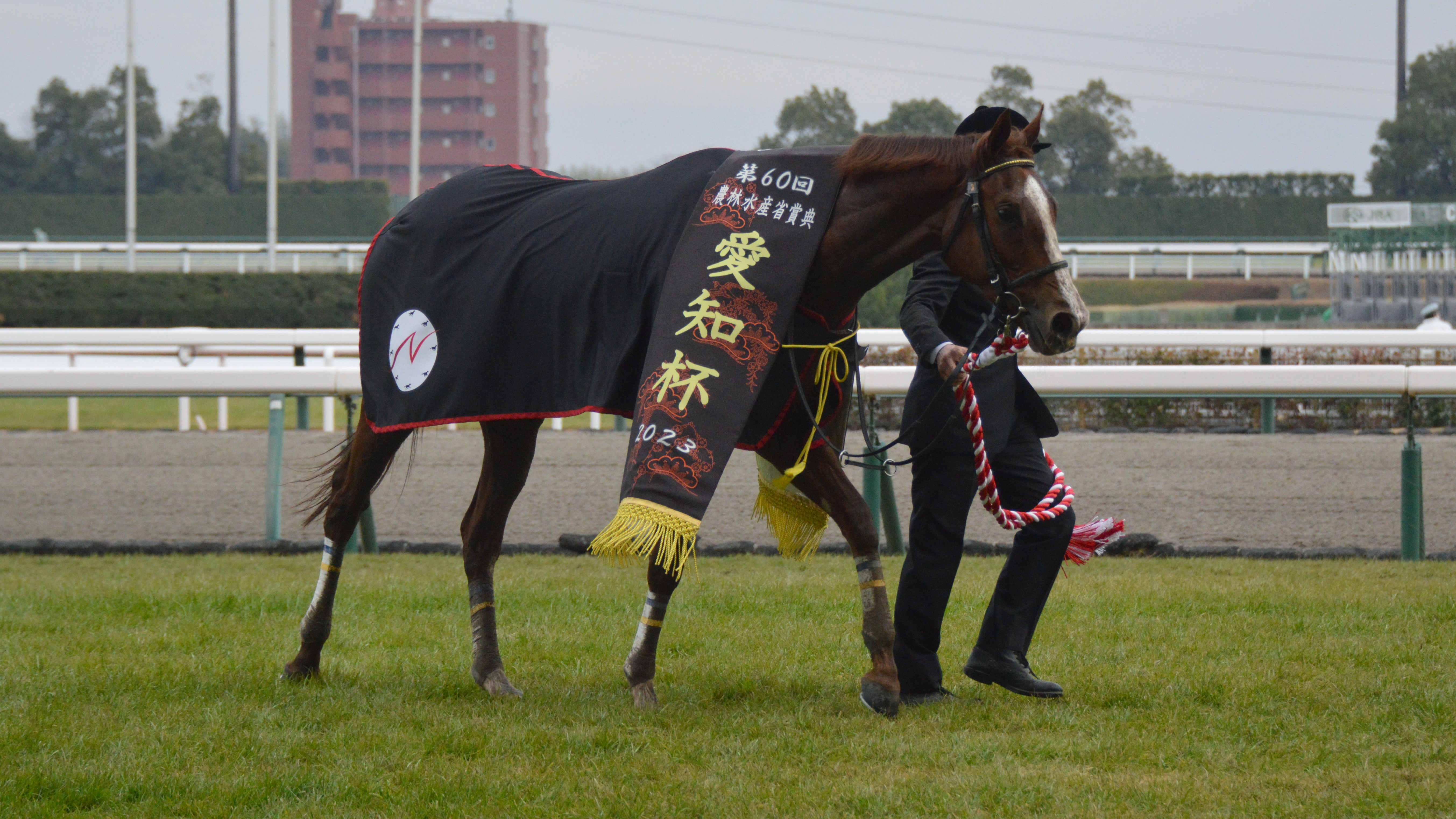

## 競走成績
以下の内容はJBISサーチおよびnetkeiba.comの情報に基づく。
| 競走日      | 競馬場 | 競走名           | 格   | 距離（馬場）  | 頭 数 | 枠 番 | 馬 番 | オッズ （人気） | 着順 | タイム （上り3F） | 着差 | 騎手        | 斤量 [kg] | 1着馬（2着馬）         | 馬体重 [kg] |
| ----------- | ------ | ---------------- | ---- | ------------- | ----- | ----- | ----- | --------------- | ---- | ----------------- | ---- | ----------- | --------- | ---------------------- | ----------- |
| 2021.010.9  | 阪神   | 2歳新馬          |      | 芝2000m（良） | 12    | 5     | 5     | 004.30（3人）   | 01着 | R2:02.8（33.9）   | -0.5 | 0川田将雅   | 54        | （ショウナンアデイブ） | 470         |
| 0000.012.11 | 阪神   | エリカ賞         | 1勝  | 芝2000m（良） | 11    | 2     | 2     | 002.60（1人）   | 06着 | R2:00.6（36.6）   | -0.9 | 0C.デムーロ | 54        | サトノヘリオス         | 464         |
| 2022.04.10  | 阪神   | 忘れな草賞       | L    | 芝2000m（良） | 8     | 7     | 7     | 002.40（1人）   | 01着 | R2:00.3（34.0）   | -0.5 | 0川田将雅   | 54        | （セルケト）           | 474         |
| 0000.05.22  | 東京   | 優駿牝馬         | GI   | 芝2400m（良） | 17    | 2     | 3     | 006.50（2人）   | 07着 | R2:24.9（35.4）   | -1.0 | 0川田将雅   | 55        | スターズオンアース     | 476         |
| 0000.09.18  | 中京   | ローズS          | GII  | 芝2000m（良） | 14    | 5     | 8     | 002.70（1人）   | 01着 | R1:58.5（34.2）   | -0.1 | 0川田将雅   | 54        | （サリエラ）           | 476         |
| 0000.10.16  | 阪神   | 秋華賞           | GI   | 芝2000m（良） | 16    | 5     | 10    | 006.70（4人）   | 05着 | R1:59.0（35.0）   | -0.4 | 0川田将雅   | 55        | スタニングローズ       | 472         |
| 2023.01.14  | 中京   | 愛知杯           | GIII | 芝2000m（重） | 15    | 2     | 3     | 003.90（1人）   | 01着 | R2:03.1（33.9）   | -0.3 | 0川田将雅   | 55        | （アイコンテーラー）   | 482         |
| 0000.03.11  | 中山   | 中山牝馬S        | GIII | 芝1800m（良） | 14    | 3     | 4     | 002.90（1人）   | 04着 | R1:47.0（34.7）   | -0.5 | 0川田将雅   | 57        | スルーセブンシーズ     | 470         |
| 0000.11.12  | 京都   | エリザベス女王杯 | GI   | 芝2200m（良） | 15    | 5     | 9     | 022.20（9人）   | 13着 | R2:13.3（35.8）   | -0.7 | 0坂井瑠星   | 56        | ブレイディヴェーグ     | 490         |

## 血統表
| アートハウスの血統              | アートハウスの血統                                                              | アートハウスの血統                                                              | （血統表の出典）                                                                | （血統表の出典）    |
| 父系                            | ロベルト系                                                                      | ロベルト系                                                                      | ロベルト系                                                                      | [ § 2 ]             |
| 父 スクリーンヒーロー 2004 栗毛 | 父の父*グラスワンダー 1995 栗毛                                                 | Silver Hawk                                                                     | Roberto                                                                         | Roberto             |
| 父 スクリーンヒーロー 2004 栗毛 | 父の父*グラスワンダー 1995 栗毛                                                 | Silver Hawk                                                                     | Gris Vitesse                                                                    |                     |
| 父 スクリーンヒーロー 2004 栗毛 | 父の父*グラスワンダー 1995 栗毛                                                 | Ameriflora                                                                      | Danzig                                                                          | Danzig              |
| 父 スクリーンヒーロー 2004 栗毛 | 父の父*グラスワンダー 1995 栗毛                                                 | Ameriflora                                                                      | Graceful Touch                                                                  |                     |
| 父 スクリーンヒーロー 2004 栗毛 | 父の母ランニングヒロイン 1993 鹿毛                                              | *サンデーサイレンス                                                             | Halo                                                                            | Halo                |
| 父 スクリーンヒーロー 2004 栗毛 | 父の母ランニングヒロイン 1993 鹿毛                                              | *サンデーサイレンス                                                             | Wishing Well                                                                    |                     |
| 父 スクリーンヒーロー 2004 栗毛 | 父の母ランニングヒロイン 1993 鹿毛                                              | ダイナアクトレス                                                                | *ノーザンテースト                                                               | *ノーザンテースト   |
| 父 スクリーンヒーロー 2004 栗毛 | 父の母ランニングヒロイン 1993 鹿毛                                              | ダイナアクトレス                                                                | モデルスポート                                                                  |                     |
| 母 パールコード 2013 青鹿毛     | 母の父ヴィクトワールピサ 2007 黒鹿毛                                            | ネオユニヴァース                                                                | *サンデーサイレンス                                                             | *サンデーサイレンス |
| 母 パールコード 2013 青鹿毛     | 母の父ヴィクトワールピサ 2007 黒鹿毛                                            | ネオユニヴァース                                                                | *ポインテッドパス                                                               |                     |
| 母 パールコード 2013 青鹿毛     | 母の父ヴィクトワールピサ 2007 黒鹿毛                                            | *ホワイトウォーターアフェア                                                     | Machiavellian                                                                   | Machiavellian       |
| 母 パールコード 2013 青鹿毛     | 母の父ヴィクトワールピサ 2007 黒鹿毛                                            | *ホワイトウォーターアフェア                                                     | Much Too Risky                                                                  |                     |
| 母 パールコード 2013 青鹿毛     | 母の母*マジックコード Magic Code 1995 栗毛                                      | Lost Code                                                                       | Codex                                                                           | Codex               |
| 母 パールコード 2013 青鹿毛     | 母の母*マジックコード Magic Code 1995 栗毛                                      | Lost Code                                                                       | Loss or Gain                                                                    |                     |
| 母 パールコード 2013 青鹿毛     | 母の母*マジックコード Magic Code 1995 栗毛                                      | Beautiful Pet                                                                   | Flying Paster                                                                   | Flying Paster       |
| 母 パールコード 2013 青鹿毛     | 母の母*マジックコード Magic Code 1995 栗毛                                      | Beautiful Pet                                                                   | Album                                                                           |                     |
| 母系(F-No.)                     | (FN:10-d)                                                                       | (FN:10-d)                                                                       | (FN:10-d)                                                                       | [ § 3 ]             |
| 5代内の近親交配                 | サンデーサイレンス 3×4, Northern Dancer 5･5（父内）, Hail to Reason 5･5（父内） | サンデーサイレンス 3×4, Northern Dancer 5･5（父内）, Hail to Reason 5･5（父内） | サンデーサイレンス 3×4, Northern Dancer 5･5（父内）, Hail to Reason 5･5（父内） | [ § 4 ]             |
| 出典                            | 1. 2. 3. 4.                                                                     | 1. 2. 3. 4.                                                                     | 1. 2. 3. 4.                                                                     | 1. 2. 3. 4.         |

- 母パールコードは中央2勝、2016年の秋華賞とフローラステークスで2着、エリザベス女王杯4着の実績がある。
- 母の半姉クラックコードの孫にシャマル（かしわ記念・さきたま杯ほか）。